# Мадонна Доні
«Мадонна Доні» (італ. Tondo Doni) — єдиний збережений до нашого часу закінчений станковий твір італійського скульптора і художника Мікеланджело Буонарроті. Являє собою тондо 120 см в діаметрі з зображенням Святого Сімейства. Експонується в Уффіці.
Тондо було виконано Мікеланджело в молоді роки, до початку робіт в Сікстинській капелі, ймовірно, з нагоди шлюбу флорентійських нобілів Аньйоло Доні і Маддалени Строцці 1504 року. Картина якнайкраще ілюструє тезу Мікеланджело про те, що найбільш досконалий живопис той, який нагадує скульптуру. Хитромудрі звивини людської плоті викликають у пам'яті античну скульптурну групу «Лаокоон та його сини», знайдень 1506 року.
Особливу масивність фігурам додає використання живописної техніки «канджіанте»; їх гладка шкіра не позбавлена схожості з мармуром. Яскравість фарб і багатство використаних пігментів віщують експерименти Мікеланджело над стелею Сікстинської капели. Перший план відданий мускулистій фігурі діви Марії; над нею нависає Йосип з Назарета. На задньому плані та трохи осторонь по тосканській традиції розміщений Іван Хреститель. Погляди всіх трьох спрямовані на немовля Христа, якого Марія чи то передає чоловікові, чи то приймає від нього.
Картина проникнута ускладненим і не завжди зрозумілим символізмом. Наприклад, конюшина на передньому плані символізує Трійцю, гісоп перед Іоанном Предтечею — хрещення. Загадковий елемент композиції — п'ять оголених чоловічих фігур, які розташовані на задньому плані, відокремлені від Святого сімейства горизонтальною смугою і не дивляться на Христа. Подібні фігури оголених юнаків (ignudi) також присутні і на стелі Сікстинської капели. У мистецтвознавчій літературі наводяться численні інтерпретації цих фігур — від теологічних (стародавні язичники, які очікують хрещення) до психоаналітичних (витісненні на задній план гомосексуальні потяги автора).
Найближчим аналогом «Мадонни Доні» в мистецтві Відродження прийнято вважати тондо Луки Сіньйореллі «Мадонна Медичі», де також присутні голі юнаки. Подібно картині «Свята Анна з Мадонною та немовлям Христом» Леонардо да Вінчі, композиція будується на симетрії трикутників. Тондо укладено в пишну раму початку XVI століття з переплетенням лев'ячих голів та півмісяців; цей візерунок перегукується з дверима Гіберті, які так цінував Мікеланджело.
Крім «Мадонни Доні», Мікеланджело іноді приписуються і інші твори станкового живопису. «Манчестерська Мадонна» та «Покладення до гробу» являють собою незакінчені твори, а «Муки Святого Антонія» — копія німецької гравюри, виконана Мікеланджело, коли він був ще дитиною. Авторство Мікеланджело щодо цих робіт остаточно не встановлено.